# الطريق الاجتنابي الجنوبي الثاني (الجزائر)
الطريق الاجتنابي الجنوبي الثاني لمدينة الجزائر هو طريق محيطي، لها تكوين 2 × 3 ممرات، تربط مدينة بودواو الواقعة شرق الجزائر العاصمة بالضاحية الغربية (سطاوالي) التي تمر في المتوسط 5 كم جنوب الطريق الاجتنابي الجنوبي الأول.

## نبذة تاريخية
تم بناء الطريق الاجتنابي الجنوبي الثاني للجزائر من قبل شركة OHL [الإنجليزية] الإسبانية وتم تسليمه إلى حركة المرور في عام 2009.